# Hendrik Marck
Hendrik Frans Clément Marck (Mechelen, 1 oktober 1883 - Berchem, 11 april 1957) was een Belgisch advocaat, syndicalist en politicus voor de Katholieke Partij, het Katholiek Verbond van België en de CVP.

## Levensloop
Marck was een zoon van Ivo Marck en van Johanna Schelkens. Hij trouwde in 1912 in Lier en kreeg drie kinderen.
Na middelbare studies aan het Sint-Romboutscollege in Mechelen en het Sint-Jan Berchmanscollege in Antwerpen, promoveerde hij in 1907 tot doctor in de rechten aan de Katholieke Universiteit Leuven. Hij werd advocaat aan de balie van Antwerpen en werd actief in christelijk-sociale organisaties.
In 1907 werd hij voorzitter van de toen opgerichte Federatie van Christelijke Dokwerkersbonden. Ook was hij medeoprichter van de Christene Fabrieksbond in Antwerpen, oprichter van de Federatie van Christene Fabriekswerkersbonden van Antwerpen en omstreken en voorzitter van het Christen Werkersverbond (later ACW) van het arrondissement Antwerpen. In die leidende posities binnen de christelijke arbeidersbeweging ondertekende hij verschillende flamingantische open brieven en petities.
Tijdens de Eerste Wereldoorlog was hij oorlogsvrijwilliger. Hij was onder meer rechter in de Krijgsraad.
Omdat hij als eerste plaatsvervanger op de kieslijst had gestaan bij de laatste parlementsverkiezingen voor de oorlog, nam hij vanaf november 1918 zitting in de Kamer van volksvertegenwoordigers, nadat volksvertegenwoordiger Emmanuel de Meester ontslag had genomen om senator te worden. Vanaf de verkiezing van 1919 werd hij rechtstreeks verkozen en bleef dit mandaat vervullen tot aan zijn dood. Hij werd een deskundige inzake het leger en inzake sociale aangelegenheden. Hij was tevens de aanvoerder van de christendemocratische vleugel binnen de Katholieke Partij. Van 1936 tot 1937 was hij ondervoorzitter van de Kamer, van 1946 tot aan zijn dood in 1957 voorzitter van het College van Quaestoren.
Hij was bijzonder actief op het gebied van de taalwetgeving, vooral voor wat betreft het gebruik van het Nederlands in het leger en het gerecht. In 1935 werd de Wet Marck gestemd op het taalgebruik in rechtszaken. Op het einde van zijn politieke carrière was hij nog nauw betrokken bij het tot stand komen van de wet van 30 juli 1955 aangaande de taalexamens in het leger.
Bovendien was Marck van november 1937 tot januari 1940 minister in vijf verschillende regeringen, wat aantoont hoe onstabiel de politieke toestand toen was. Van november 1937 tot mei 1938 was hij minister van Vervoer in de Regering-Janson, van mei 1938 tot februari 1939 minister van Vervoer, PTT en NIR in de Regering-Spaak I, van februari tot april 1939 minister van Openbare Werken en Vervoer in de Regering-Pierlot I en van april 1939 tot januari 1940 minister van Vervoer, PTT en NIR in de Regering-Pierlot II en de Regering-Pierlot III.
Van 1930 tot 1938 was hij eveneens gemeenteraadslid en schepen van Onderwijs in Berchem.
Te zijner nagedachtenis is er een Hendrik Marckstraat in Berchem.